# Erik Durm
Erik Durm (* 12. května 1992 Pirmasens) je bývalý německý profesionální fotbalista, který hrával na pozici pravého obránce. Svou hráčskou kariéru ukončil v roce 2024 v klubu 1. FC Kaiserslautern. V roce 2014 odehrál také 7 utkání v dresu německé reprezentace.

## Klubová kariéra
S profesionálním fotbalem začal v záložním týmu klubu 1. FSV Mainz 05. V roce 2012 odešel do bundesligového klubu Borussia Dortmund. Před sezonou 2014/15 vyhrál s Borussií druhý DFL-Supercup proti Bayernu Mnichov (výhra 2:0).

## Reprezentační kariéra
Durm reprezentoval Německo v mládežnických kategoriích U19, U20 a U21.
V A-týmu Německa debutoval 1. června 2014 pod trenérem Joachimem Löwem v přátelském utkání s Kamerunem (2:2). Nastoupil v základní sestavě a hrál do 84. minuty.

### Mistrovství světa 2014
Trenér Joachim Löw jej vzal na Mistrovství světa 2014 v Brazílii. Němci postoupili ze základní skupiny G se 7 body z prvního místa po výhře 4:0 s Portugalskem, remíze 2:2 s Ghanou a výhrou 1:0 s USA. S týmem získal nakonec zlaté medaile. Na šampionátu nezasáhl ani do jednoho zápasu.